# Neheim-Hüsten

Wappen der Stadt Neheim-Hüsten

Die deutsche Stadt Neheim-Hüsten bestand von 1941 bis Ende 1974. Sie entstand am 1. April 1941 durch die Zusammenlegung der Stadt Neheim und der Gemeinde (Freiheit) Hüsten. Die Stadt wurde zum 1. Januar 1975 zu Arnsberg, Hochsauerlandkreis, eingemeindet und bestand zunächst weiter als ein Stadtteil.
Neheim-Hüsten wurde 1983 wieder aufgeteilt in die zwei Arnsberger Stadtteile Neheim und Hüsten. Sie stellten 2019 mit 33.663 Einwohnern rund 43 Prozent der Gesamteinwohnerzahl der Stadt Arnsberg. Dabei entfielen auf Neheim 22.955 und auf Hüsten 10.708 Einwohner.

## Geographische Lage

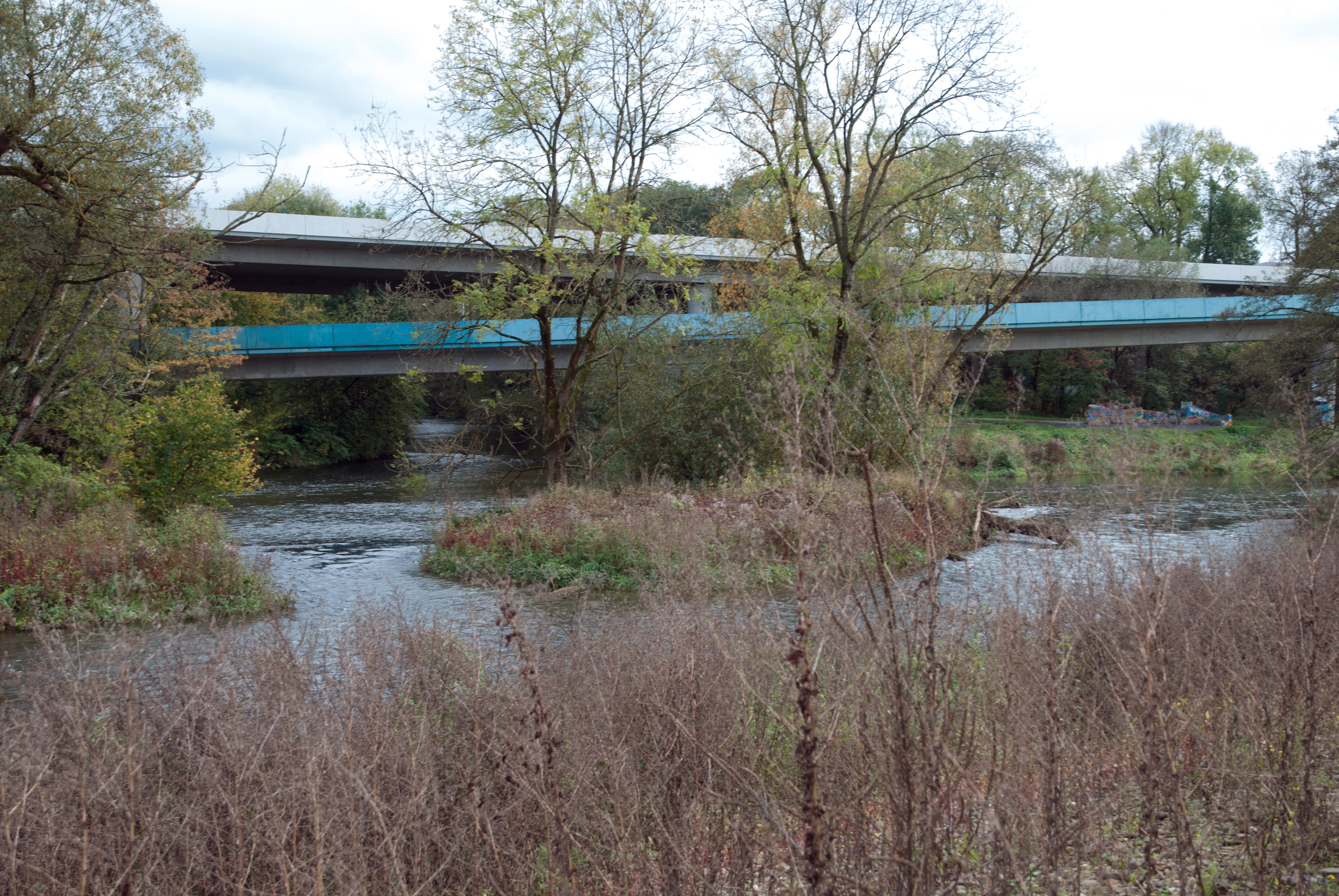
Zusammenfluss von Möhne (im Bild hinten) und Ruhr

Neheim-Hüsten liegt im Nordwestteil des Hochsauerlandkreises, direkt südwestlich des Naturparks Arnsberger Wald. Es befindet sich etwas nordwestlich der Arnsberger Kernstadt im Tal der Ruhr. Das nordwestliche Neheim liegt an der Einmündung der Möhne in die Ruhr und das südöstliche Hüsten ruhraufwärts an jener der Röhr in dieselbe.
Die Fläche von Neheim beträgt heute 20,430 km² und jene von Hüsten 15,042 km².

## Geschichte
Neheim-Hüsten entstand am 1. April 1941 durch Zusammenlegung der Stadt Neheim und der Freiheit Hüsten.
Als am 17. Mai 1943 bei der Möhnekatastrophe die Staumauer der dortigen Talsperre brach, kam es zu einer Flutwelle von bis zu 12 Metern Höhe. Hiervon waren auch die Gebäude von Neheim in Flussnähe betroffen. Es kam zu massiven Zerstörungen und zu Opfern unter der Zivilbevölkerung. Besonders zahlreich waren diese bei dem Zwangsarbeiterlager Möhnewiesen.
1946 fand eine Tagung des Zonenausschusses der Christlich-Demokratischen Union für die britische Zone in Neheim-Hüsten statt. Konrad Adenauer wurde als Vorsitzender der CDU in der britischen Besatzungszone formell bestätigt. Am 1. März 1946 wurde das Parteiprogramm von Neheim-Hüsten verabschiedet.
Bei der Eingemeindung am 1. Januar 1975 durch das Sauerland/Paderborn-Gesetz kam Neheim-Hüsten zu Arnsberg. Seit 1983 sind Neheim und Hüsten eigenständige Stadtteile.

### Einwohnerentwicklung
| Jahr          | 1871  | 1885  | 1895   | 1905   | 1925   | 1933   | 1939   | 1961   | 1970   | 1974   | 2012   | 2014   | 2015   | 2016   | 2017   | 2018   | 2019   |
| Neheim        | 2.947 | 4.910 | 7.454  | 10.074 | 12.309 | 13.542 | 15.063 | –      | –      | –      | 22.958 | 22.922 | 23.132 | 23.216 | 23.085 | 23.003 | 22.955 |
| Hüsten        | 1.578 | 2.584 | 3.875  | 5.086  | 7.459  | 7.840  | 8.326  | –      | –      | –      | 10.566 | 10.642 | 10.812 | 10.725 | 10.728 | 10.724 | 10.708 |
| Neheim-Hüsten | 4.525 | 7.494 | 11.329 | 15.160 | 19.768 | 21.382 | 23.389 | 33.913 | 36.373 | 35.878 | 33.524 | 33.564 | 33.944 | 33.941 | 33.803 | 33.727 | 33.663 |

## Persönlichkeiten

### Söhne und Töchter der Stadt
- Viktor Meyer-Eckhardt (1889–1952), Schriftsteller
- Paul Moder (1896–1942), Politiker, Freikorps- und SS-Führer
- Ernst Keller (1900–1963), Unternehmer und Politiker
- Felix Rühl (1910–1982), SS-Hauptsturmführer
- Dieter-Julius Cronenberg (1930–2013), Unternehmer und Politiker (FDP), Bundestags-Vizepräsident
- Hermann Bartmann (1939–2000), Wirtschaftswissenschaftler und Hochschullehrer
- Ernst Cloer (1939–2021), Erziehungswissenschaftler und Professor an der Universität Hildesheim, geboren in Neheim
- Franz Müntefering (* 1940), SPD-Politiker
- Friedel Thiekötter (1944–2011), Schriftsteller
- Harald Worreschk (* 1946), Bildhauer
- Wilhelm Sabri Hoffmann (* 1953), ehemaliger Vorsitzender der Christlich-Islamischen Gesellschaft
- Martin Klöckener (* 1955), Theologe
- Martin Papenheim (* 1956), Historiker
- Ferdinand von Plettenberg (* 1957), Sänger
- Martin Meinschäfer (* 1959), Musiker, Komponist, Musik- und Filmproduzent, Mitgründer u. a. von Hob Goblin und Dolls United;
- Volker A. Zahn (* 1961), Drehbuchautor, Grimme-Preis 2009 sowie Robert-Geisendörfer-Preis 2018
- Christine Vogt (* 1967), Kunsthistorikerin, Museumsdirektorin
- Stephan Kampwirth (* 1967), Theater- und Filmschauspieler sowie Synchronsprecher, lebt in Hamburg
- Sonia Farke (* 1969), Schauspielerin
- Haimo Hieronymus (* 1969), Künstler und Schriftsteller
- Mirjam Müntefering (* 1969), Journalistin und Schriftstellerin
- Norman Volker Franz (* 1970), Schwerverbrecher
- Jan-Peter Kampwirth (* 1974), Theater- und Filmschauspieler sowie Hörspielsprecher

### Verbundene Persönlichkeiten
- Friedrich Wilhelm Brökelmann (1799–1890), Unternehmer in Neheim und Hüsten
- Hugo Bremer (1869–1947), Industrieller und Erfinder des „Bremer Lichts“
- Bernhard Vogel (1882–1959), Landrat im Kreis Arnsberg und Bürgermeister von Neheim-Hüsten
- Heinrich Klasmeyer (1887–1963), christlicher Gewerkschafter und Bürgermeister in Neheim-Hüsten
- Bernhard Bahnschulte (1894–1974), Lehrer in Neheim und überregional bedeutender Heimatforscher
- Theodor Beste (1894–1973), Professor für Betriebswirtschaftslehre
- Egon Hillebrand (1914–2007), Unternehmer in Neheim und Hüsten, Bundesverdienstkreuz 1988
- Hanne Schleich (1916–2000), Schriftstellerin
- Heinz Heppelmann (1927–2009), Verwaltungsbeamter, Ehrenringträger der Stadt Arnsberg und Ehrenbürger der Stadt Alba Iulia
- Gert Kaspar Müntefering (* 1935), Journalist, Erfinder der Sendung mit der Maus
- Max-Eugen Kemper (* 1938), katholischer Theologe
- Hartwig Kleinholz (* 1934 in Duisburg, † 1978 in Neheim), VHS-Leiter in Neheim-Hüsten, Mitinitiator des Deutschen Kurzgeschichtenpreises
- Heiner Thade (* 1942), Olympiateilnehmer und Deutscher Meister im Modernen Fünfkampf, Ehrenring der Stadt Neheim-Hüsten 1972

### Ehrenbürger
- Schwester Aicharda (1882–1975), Gemeindeschwester; erste Ehrenbürgerin Neheim-Hüstens im Jahr 1960
- Anton Cöppicus (* 1886 in Neheim; † 1970 ebenda), langjähriger Bürgermeister; Ehrenbürger Neheim-Hüstens am 7. Januar 1965
- Ernst König (* 1892; † 1977), langjähriger stellvertretender Bürgermeister; Ehrenbürger Neheim-Hüstens am 7. Januar 1965
- Heinrich Lübke (1894–1972), Bundespräsident; Ehrenbürger Neheim-Hüstens am 7. Mai 1968

## Städtepartnerschaft

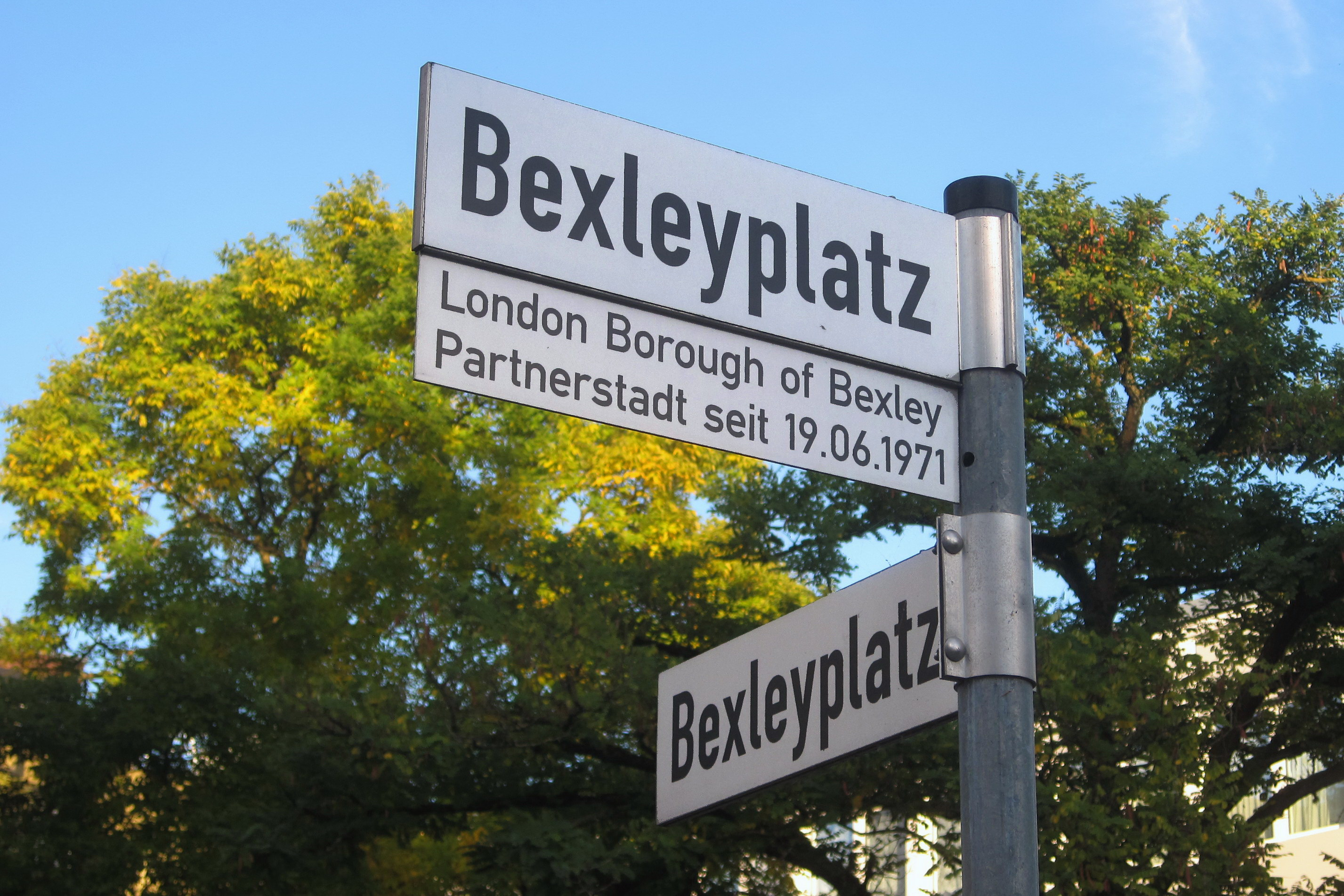
Bexleyplatz in Neheim

Seit 1971 besteht eine Städtepartnerschaft zum Borough London-Bexley in Großbritannien. Diese wurde bei der Eingemeindung 1975 von Arnsberg übernommen.